# Ruszkowice (Mazovie)
Pour les articles homonymes, voir Ruszkowice.
Ruszkowice (prononciation : [ruʂkɔˈvit͡sɛ]) est un village polonais de la gmina de Borkowice dans le powiat de Przysucha de la voïvodie de Mazovie dans le centre-est de la Pologne.
Il se situe à environ 4 kilomètres au nord de Borkowice (siège de la gmina), 4 kilomètres au sud-est de Przysucha (siège du powiat) et à 99 kilomètres au sud de Varsovie (capitale de la Pologne).

## Histoire
De 1975 à 1998, le village appartenait administrativement à la voïvodie de Radom.